# João Mário (futbolista nacido en 1993)
João Mário Naval da Costa Eduardo (Oporto, Portugal, 19 de enero de 1993), más conocido como João Mário (pronunciación en portugués: /ˈʒwɐ̃w̃ ˈmaɾju/), es un futbolista portugués que juega de centrocampista en el Beşiktaş J. K. de la Superliga de Turquía.

## Selección nacional
Fue internacional con la selección de fútbol de Portugal en 55 ocasiones y convirtió tres goles.
Se proclamó campeón de la Eurocopa en 2016.
Marcó su primer gol en un amistoso ante Arabia Saudita el 10 de noviembre de 2017, partido que finalizó 3-0 a favor de los lusos. Fue incluido entre los 23 jugadores que representaron a Portugal en la Copa del Mundo de 2018.

### Participaciones en Copas del Mundo
| Mundial                               | Sede    | Resultado        | Partidos | Goles |
| ------------------------------------- | ------- | ---------------- | -------- | ----- |
| Copa Mundial de Fútbol Sub-20 de 2013 | Turquía | Octavos de final | 4        | 0     |
| Copa Mundial de Fútbol de 2018        | Rusia   | Octavos de final | 4        | 0     |
| Copa Mundial de Fútbol de 2022        | Catar   | Cuartos de final | 2        | 0     |

### Participaciones en Eurocopas
| Copa                    | Sede            | Resultado      | Partidos | Goles |
| ----------------------- | --------------- | -------------- | -------- | ----- |
| Eurocopa Sub-17 de 2010 | Liechtenstein   | Fase de grupos | 3        | 0     |
| Eurocopa Sub-19 de 2012 | Estonia         | Fase de grupos | ?        | 1     |
| Eurocopa Sub-21 de 2015 | República Checa | Subcampeón     | 5        | 2     |
| Eurocopa 2016           | Francia         | Campeón        | 7        | 0     |

## Estadísticas

### Clubes
Actualizado al último partido disputado el 1 de junio de 2025.
| Club                            | Div.          | Temporada     | Liga  | Liga  | Copas nacionales | Copas nacionales | Copas internacionales | Copas internacionales | Total | Total |
| Club                            | Div.          | Temporada     | Part. | Goles | Part.            | Goles            | Part.                 | Goles                 | Part. | Goles |
| ------------------------------- | ------------- | ------------- | ----- | ----- | ---------------- | ---------------- | --------------------- | --------------------- | ----- | ----- |
| Sporting C.P. Portugal          | 1.ª           | 2011-12       | 0     | 0     | 0                | 0                | 1                     | 0                     | 1     | 0     |
| Sporting de Lisboa "B" Portugal | 2.ª           | 2012-13       | 31    | 1     | —                | —                | —                     | —                     | 31    | 1     |
| Sporting de Lisboa "B" Portugal | 2.ª           | 2013-14       | 13    | 1     | —                | —                | —                     | —                     | 13    | 1     |
| Sporting de Lisboa "B" Portugal | Total club    | Total club    | 44    | 2     | 0                | 0                | 0                     | 0                     | 44    | 2     |
| Sporting C. P. Portugal         | 1.ª           | 2012-13       | 1     | 0     | 0                | 0                | 0                     | 0                     | 1     | 0     |
| Vitória Setúbal Portugal        | 1.ª           | 2013-14       | 15    | 0     | 1                | 0                | ―                     | ―                     | 16    | 0     |
| Vitória Setúbal Portugal        | Total club    | Total club    | 15    | 0     | 1                | 0                | 0                     | 0                     | 16    | 0     |
| Sporting C. P. Portugal         | 1.ª           | 2014-15       | 30    | 5     | 7                | 2                | 8                     | 0                     | 45    | 7     |
| Sporting C. P. Portugal         | 1.ª           | 2015-16       | 33    | 6     | 5                | 0                | 7                     | 1                     | 45    | 7     |
| Sporting C. P. Portugal         | 1.ª           | 2016-17       | 1     | 0     | 0                | 0                | 0                     | 0                     | 1     | 0     |
| Inter de Milán · Italia         | 1.ª           | 2016-17       | 30    | 3     | 2                | 0                | 0                     | 0                     | 32    | 3     |
| Inter de Milán · Italia         | 1.ª           | 2017-18       | 14    | 0     | 1                | 0                | 0                     | 0                     | 15    | 0     |
| West Ham Inglaterra             | 1.ª           | 2017-18       | 13    | 2     | 1                | 0                | ―                     | ―                     | 14    | 2     |
| West Ham Inglaterra             | Total club    | Total club    | 13    | 2     | 1                | 0                | 0                     | 0                     | 14    | 2     |
| Inter de Milán · Italia         | 1.ª           | 2018-19       | 20    | 1     | 2                | 0                | 0                     | 0                     | 22    | 1     |
| Inter de Milán · Italia         | Total club    | Total club    | 64    | 4     | 5                | 0                | 0                     | 0                     | 69    | 4     |
| FC Lokomotiv Moscú · Rusia      | 1.ª           | 2019-20       | 18    | 1     | 0                | 0                | 4                     | 0                     | 22    | 1     |
| FC Lokomotiv Moscú · Rusia      | Total club    | Total club    | 18    | 1     | 0                | 0                | 4                     | 0                     | 22    | 1     |
| Sporting C. P. Portugal         | 1.ª           | 2020-21       | 28    | 2     | 6                | 0                | 0                     | 0                     | 34    | 2     |
| Sporting C. P. Portugal         | Total club    | Total club    | 93    | 13    | 18               | 2                | 16                    | 1                     | 127   | 16    |
| S. L. Benfica Portugal          | 1.ª           | 2021-22       | 28    | 3     | 5                | 0                | 12                    | 1                     | 45    | 4     |
| S. L. Benfica Portugal          | 1.ª           | 2022-23       | 33    | 17    | 4                | 0                | 14                    | 6                     | 51    | 23    |
| S. L. Benfica Portugal          | 1.ª           | 2023-24       | 31    | 3     | 10               | 3                | 10                    | 3                     | 51    | 9     |
| S. L. Benfica Portugal          | 1.ª           | 2024-25       | 2     | 0     | —                | —                | —                     | —                     | 2     | 0     |
| S. L. Benfica Portugal          | Total club    | Total club    | 94    | 23    | 19               | 3                | 36                    | 10                    | 149   | 36    |
| Beşiktaş J. K. Turquía          | 1.ª           | 2024-25       | 27    | 5     | 4                | 1                | 6                     | 1                     | 37    | 7     |
| Beşiktaş J. K. Turquía          | Total club    | Total club    | 27    | 5     | 4                | 1                | 6                     | 1                     | 37    | 7     |
| Total carrera                   | Total carrera | Total carrera | 368   | 50    | 48               | 6                | 62                    | 12                    | 478   | 68    |

## Palmarés

### Títulos nacionales
| Título                      | Club                  | País     | Año  |
| --------------------------- | --------------------- | -------- | ---- |
| Copa de Portugal            | Sporting C. P.        | Portugal | 2015 |
| Supercopa de Portugal       | Sporting C. P.        | Portugal | 2015 |
| Copa de la Liga de Portugal | Sporting C. P.        | Portugal | 2021 |
| Primeira Liga               | Sporting C. P.        | Portugal | 2021 |
| Supercopa de Rusia          | F. C. Lokomotiv Moscú | Rusia    | 2019 |
| Primeira Liga               | S. L. Benfica         | Portugal | 2023 |
| Supercopa de Portugal       | S. L. Benfica         | Portugal | 2023 |

### Torneos internacionales
| Título   | Selección | Sede    | Año  |
| -------- | --------- | ------- | ---- |
| Eurocopa | Portugal  | Francia | 2016 |

### Distinciones individuales
| Distinción                                        | Año  |
| ------------------------------------------------- | ---- |
| Parte del equipo del torneo de la Eurocopa Sub-17 | 2010 |

## Condecoraciones
| Distinción                                    | Año  |
| --------------------------------------------- | ---- |
| Comendador de la Orden del Mérito de Portugal | 2016 |

## Vida privada
Tiene ascendencia angoleña. Su hermano Wilson Eduardo también es futbolista.